# Самопомощь (хутор)
Самопомощь — хутор в Острогожском районе Воронежской области России.
Входит в состав городского поселения Острогожск.

## Население
| 2000 | 2005 | 2010 |
| ---- | ---- | ---- |
| 52   | ↗53  | ↘47  |

## Инфраструктура
В хуторе имеется одна улица — Мира.